# Arnold Rowntree
Arnold Stephenson Rowntree (28 novembre 1872 - 21 mai 1951) est un député quaker et libéral d'York, en Angleterre.

## Vie privée
Il est le fils de John Stephenson Rowntree et d'Elizabeth Hotham d'York et le neveu de Joseph Rowntree (1836–1925), philanthrope et fabricant de chocolat. Il fait ses études à la Friends' School, Bootham, York. Il épouse en 1907, Mary Katharine Harvey de Leeds, avec qui il a trois fils et trois filles.

## Carrière politique
Il est élu au Parlement lors des élections générales du Royaume-Uni de janvier 1910 comme député d'York. Quaker, il s'oppose à la guerre et, au début de la Première Guerre mondiale, il est impliqué dans l'Union of Democratic Control, un groupe anti-guerre britannique, qu'il quitte en réponse aux pressions du Parti libéral. Il est également associé à son collègue député libéral Edmund Harvey sur un amendement à la disposition sur les objecteurs de conscience dans la loi de 1916 sur le service militaire. La même année, il prend fait et cause pour les Richmond Sixteen, un groupe d'objecteurs de conscience envoyés en France après avoir refusé d'exercer même des fonctions non combattantes.
Rowntree est battu aux élections d'après-guerre de 1918 et se concentre ensuite sur ses affaires. Cependant, il reste président de l'Association libérale d'York et également président de l'Association des centres éducatifs.[réf. nécessaire]

## Carrière dans les affaires
Il est directeur de l'entreprise familiale de chocolat, Rowntree's. Il est directeur de North of England Newspaper Co., de The Nation, de Westminster Press et d'Associated Papers.
Il est l'un des premiers administrateurs du Joseph Rowntree Reform Trust, de 1904 à 1951, et le président du trust de 1925 à 1938, à la suite de Joseph Rowntree et remplacé par Benjamin Seebohm Rowntree.